# 張景祁
張景祁（1827年—？），原名左鉞，一作祖鉞，字孝威，後自字蘩甫，或作蘩圃，一字韻梅，一作蘊梅，別號新蘅主人，浙江錢塘縣人，清朝政治人物。

## 生平
同治三年（1864年）拔貢，同治十三年（1674年）甲戌科進士。選翰林院庶吉士。光緒二年（1876年）散館，選福建武平縣知縣，坐事落職。臺灣布政使邵友濂與其有舊，邀其前赴淡水縣任職。光緒十年（1884年）至次年，兩度擔任淡水縣知縣，政績卓著。光緒二十一年（1895年）清朝割臺與日本，張景祁攜家內渡。光緒二十三年（1897年）知福建連江縣。
民國建立後，與林壽圖、鄭孝胥等結社唱和。工詩詞，有《揅雅堂集》、《新蘅詞》九卷、《秦淮八詠》等行世。